# Gilles Baril (libéral)
Pour les articles homonymes, voir Gilles Baril et Baril (homonymie).
Gilles Baril est un homme politique québécois. Il est député de la circonscription de Rouyn-Noranda—Témiscamingue de 1985 à 1989. 

## Biographie
Gilles Baril est né à Duparquet en 1940. En 1960, il devient diplômé du Collège Mont-Saint-Louis à Montréal en études commerciales.
De 1960 à 1985, il est actionnaire et agent des ventes de la compagnie Marcel Baril ltée. 
Gilles Baril est élu député libéral dans Rouyn-Noranda-Témiscamingue en 1985. Il est défait en 1989.
Après son passage en politique, il devient vice-président au développement des ventes des Équipements MacMillan, grossiste en électricité à Rouyn-Noranda, de 1990 à 1993. Il est membre de la Commission des Transports du Québec de 1993 à 1998, puis commissaire et membre du conseil d'administration de la Commission des services juridiques à compter du 3 décembre 2003.